# Cavasteron exquisitum
Cavasteron exquisitum är en spindelart som beskrevs av Baehr och Rudy Jocqué 2000. Cavasteron exquisitum ingår i släktet Cavasteron och familjen Zodariidae. Inga underarter finns listade i Catalogue of Life.